# فكري صادق
فكري صادق (5 مايو 1945 - 17 يناير 2025)، ممثل مصري.

## سيرته
تخرج في معهد الفنون المسرحية، كانت بداياته في سبعينيات القرن العشرين، حين شارك في العديد من الأعمال ما بين السينما والمسرح والتلفزيون منها مسرحية (أزواج بلا ماضي) عام 1975، وفيلم (صور ممنوعة) عام 1972، توالت أعماله بعد ذلك ومن أبرزها (امرأتان ورجل، زمن عماد الدين، المرافعة).

## أعماله
- خيوط العنكبوت 1985
- النمر والأنثى
- أشباح المدينة

## وفاته
توفي فكري صادق في القاهرة، يوم الجمعة 17 رجب 1446هـ الموافق 17 يناير (كانون الثاني) 2025م.

## روابط خارجية
- فكري صادق على موقع IMDb (الإنجليزية)
- فكري صادق على موقع الدهليز
- فكري صادق على موقع قاعدة بيانات الأفلام العربية